# Kochovy postuláty
Kochovy postuláty jsou soubor pravidel a postupů pro prokázání příčinné souvislosti mezi patogenem a nemocí. Ustanovil je ve druhé půli 19. století zakladatel bakteriologie Robert Koch.

## Základní podoba Kochových postulátů
1. Mikroorganismus musí být pozorován ve všech nemocných jedincích a v žádném zdravém.
2. Musí být izolován z nemocného jedince a vypěstován mimo něj v laboratoři v čisté kultuře.
3. Zdravý pokusný objekt musí po naočkování dostatečného počtu jedinců této čisté kultury onemocnět a vykazovat stejné příznaky onemocnění jako v bodě 1.
4. Z tohoto onemocnělého pokusného objektu musí být izolován mikroorganismus identický s tím, který byl pozorován a izolován v původním nemocném jedinci.

## Jevy, které způsobují výjimky z Kochových postulátů
(Čísla zasahujících jevů souhlasí s číslem kroku, který ovlivňují).
1. Oportunní patogeny - patogeny, které způsobují chorobu jen za určitých okolností. Příkladem může být Escherichia coli, která tvoří běžnou mikroflóru tlustého střeva, ale pokud by pronikla jinam do organismu, může způsobit těžké onemocnění a smrt.
2. Problém představují nebuněčné organismy plus několik výjimek z dalších mikroorganismů, kteří se nedokáží rozmnožovat mimo hostitelské buňky a tudíž je nelze v čisté kultuře na médiu pěstovat. Je třeba použít nějakou živou zkumavku.
3. Je třeba odfiltrovat jevy přirozené a získané imunity.
1. a 3. Velký problém mohou představovat případy, když onemocnění vzniká spoluprací více patogenů.